# ステート・フェア (1945年の映画)
『ステート・フェア』（原題・英語: State Fair）は、1945年に製作・公開されたアメリカ合衆国の映画である。1933年の映画『あめりか祭』をテクニカラー撮影のミュージカル映画として再映画化したものであり、リチャード・ロジャースとオスカー・ハマースタイン2世のコンビが楽曲を提供した。ウォルター・ラングが監督、ジーン・クレインとダナ・アンドリュースが主演している。1962年にも更に再映画化された。

## キャスト
- マージー・フレイク：ジーン・クレイン
- パット・ギルバート：ダナ・アンドリュース
- ウェイン（マージーの兄）：ディック・ヘイムズ
- エミリー・エドワーズ：ヴィヴィアン・ブレイン
- エイベル（マージーの父）：チャールズ・ウィニンガー
- メリッサ（マージーの母）：フェイ・ベインター

## スタッフ
- 監督：ウォルター・ラング
- 製作：ウィリアム・パールバーグ
- 脚本：オスカー・ハマースタイン2世、ソニア・レヴィン、ポール・グリーン
- 撮影：レオン・シャムロイ
- 作曲：リチャード・ロジャース
- 音楽監督：アルフレッド・ニューマン、チャールズ・ヘンダーソン
- 編集：J・ワトソン・ウェッブ
- 美術：ライル・R・ウィーラー、ルイス・H・クレバー
- 衣裳：ルネ・ユベール

## アカデミー賞受賞・ノミネーション
- 第18回アカデミー賞受賞
  - オリジナル歌曲賞：リチャード・ロジャース、オスカー・ハマースタイン2世（「It Might as Well Be Spring 」）
- ノミネーション
  - ミュージカル映画音楽賞：アルフレッド・ニューマン、チャールズ・ヘンダーソン